# El Pinar (Espagne)
Pour les articles homonymes, voir El Pinar.
El Pinar est une commune de la communauté autonome d'Andalousie, dans la province de Grenade, en Espagne.

## Géographie

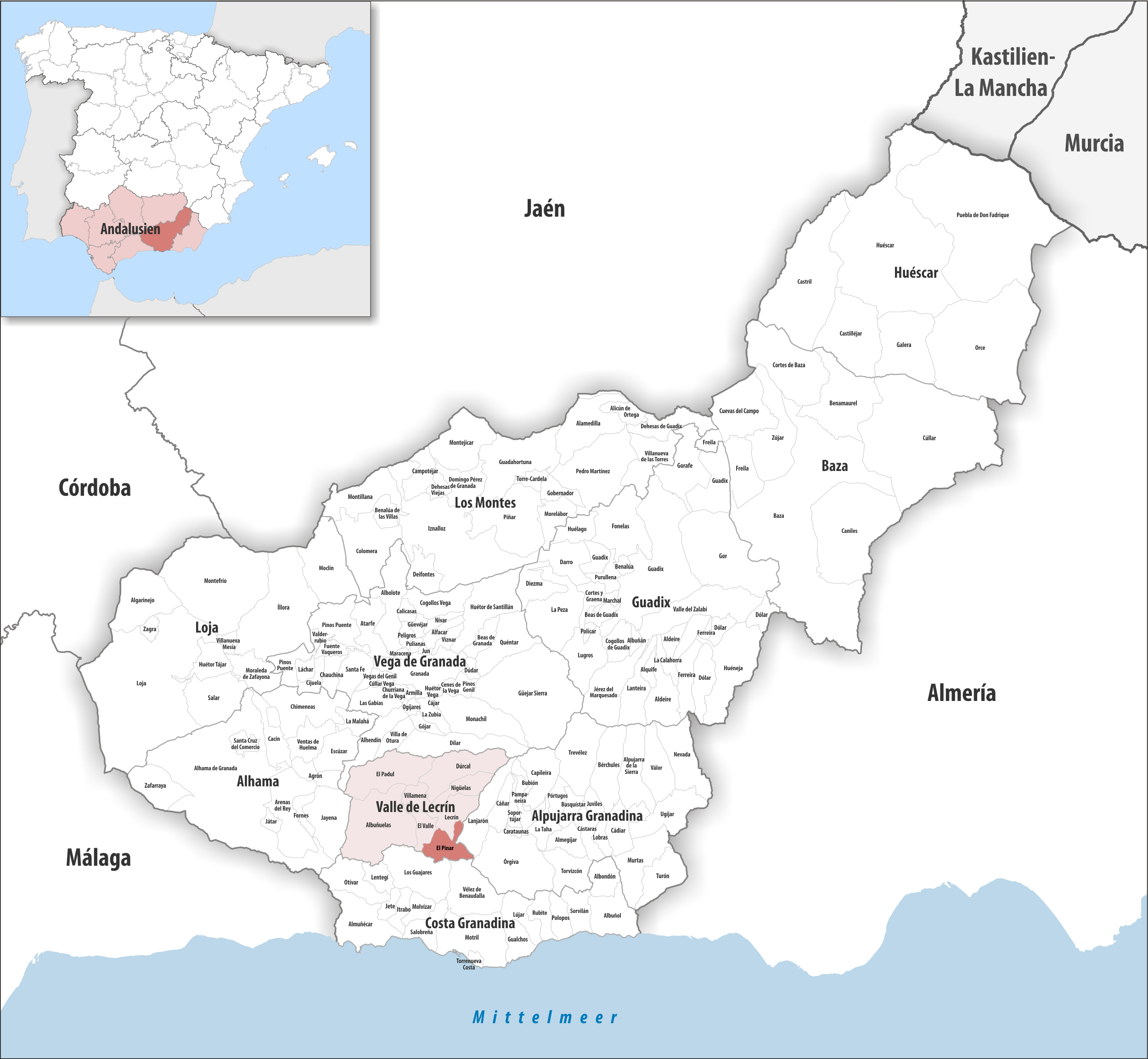
El Pinar dans la comarque Vallée de Lecrín, province de Grenade / en Andalousie

### Localisation
La commune d'El Pinar se trouve dans le sud de l'Espagne, dans la partie sud de la province de Grenade et dans la pointe sud-est de la comarque Vallée de Lecrín.
Motril, le port le plus proche, est à 35 km sud ;
Grenade est à 46 km nord ;
Madrid à 461 km nord ;
Gibraltar à 258 km ouest-sud-ouest (distances par route).

### Villages et hameaux
Pinos del Valle (es), Ízbor (es), Acebuches (es), Tablate (es).

### Communes voisines
El Pinar jouxte Órgiva au sud-est seulement par un quadripoint.

### Hydrographie
Dans la pointe sud-est de la commune se trouve une partie du réservoir de Rules (es). Ce réservoir est partagé entre Lanjarón, Orgiva, Vélez de Benaudalla et El Pinar et est alimenté principalement par le fleuve Guadalfeo, qui vient de l'est  ; mais la branche du réservoir concernée par El Pinar est celle créée par le Lanjarón (es), affluent du Guadalfeo et qui vient du nord. 
Cette même branche du réservoir de Rules reçoit aussi l'Ízbor, qui est le nom du Dúrcal en aval de la confluence de son affluent l'Albuñuelas sur la commune d'El Valle. Le cours de l'Izbor est orienté à peu près nord-ouest / sud-est. En 1935 la construction d'un barrage a commencé sur son cours ; le barrage est principalement sur Lecrín, sauf pour sa pointe ouest qui est sur El Pinar. Le réservoir de Béznar (es) ainsi créé est partagé entre les communes de El Valle (partie amont du réservoir), Lecrín (rive nord) et El Pinar (rive sud).
Le Tablate est un affluent de l'Ízbor qui vient lui aussi du nord et marque une bonne partie de la limite de commune à l'ouest avec Lecrín. Il conflue sur Lecrín peu après le réservoir de Béznar (es).
En regard de ses cours d'eau, El Pinar a une curiosité : la commune est concernée par deux trios de ponts.

L'un est sur le Tablate, avec les trois ponts partagés entre El Pinar aux extrémité est et Lecrín aux extrémités ouest ; de plus, le plus ancien de ces ponts date de l'époque nazari (tout début XVIe siècle, remplaçant un pont détruit) et est classé "bien d'intérêt culturel" (bien de interés cultural) ; les deux autres ponts de cet endroit sont pour la N-323a et (le plus récent) pour la A-348. 

L'autre trio de ponts est entièrement sur la commune, à l'est du village d'Acebuches, environ 1 km en amont du réservoir de Rules (es). Trois ponts y enjambent l'Ízbor : le plus ancien pour la route dite "Tunel de Izbor", le deuxième – en métal – pour la N-323 (es) (Bailén – Motril) et le troisième et plus récent pour l'A-44.

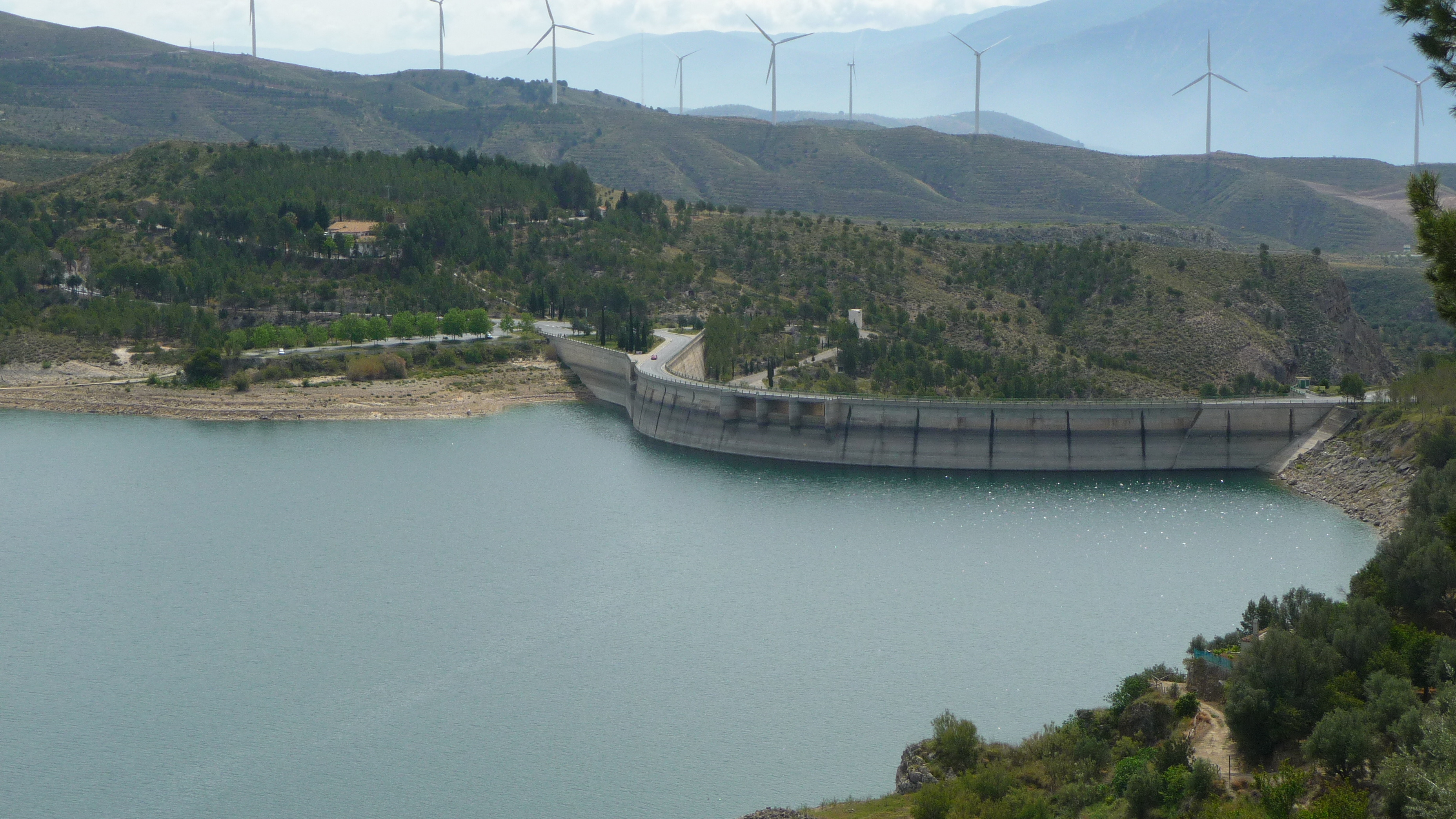
Barrage du réservoir de Béznar (es) ; les éoliennes sont sur El Pinar et Lanjarón
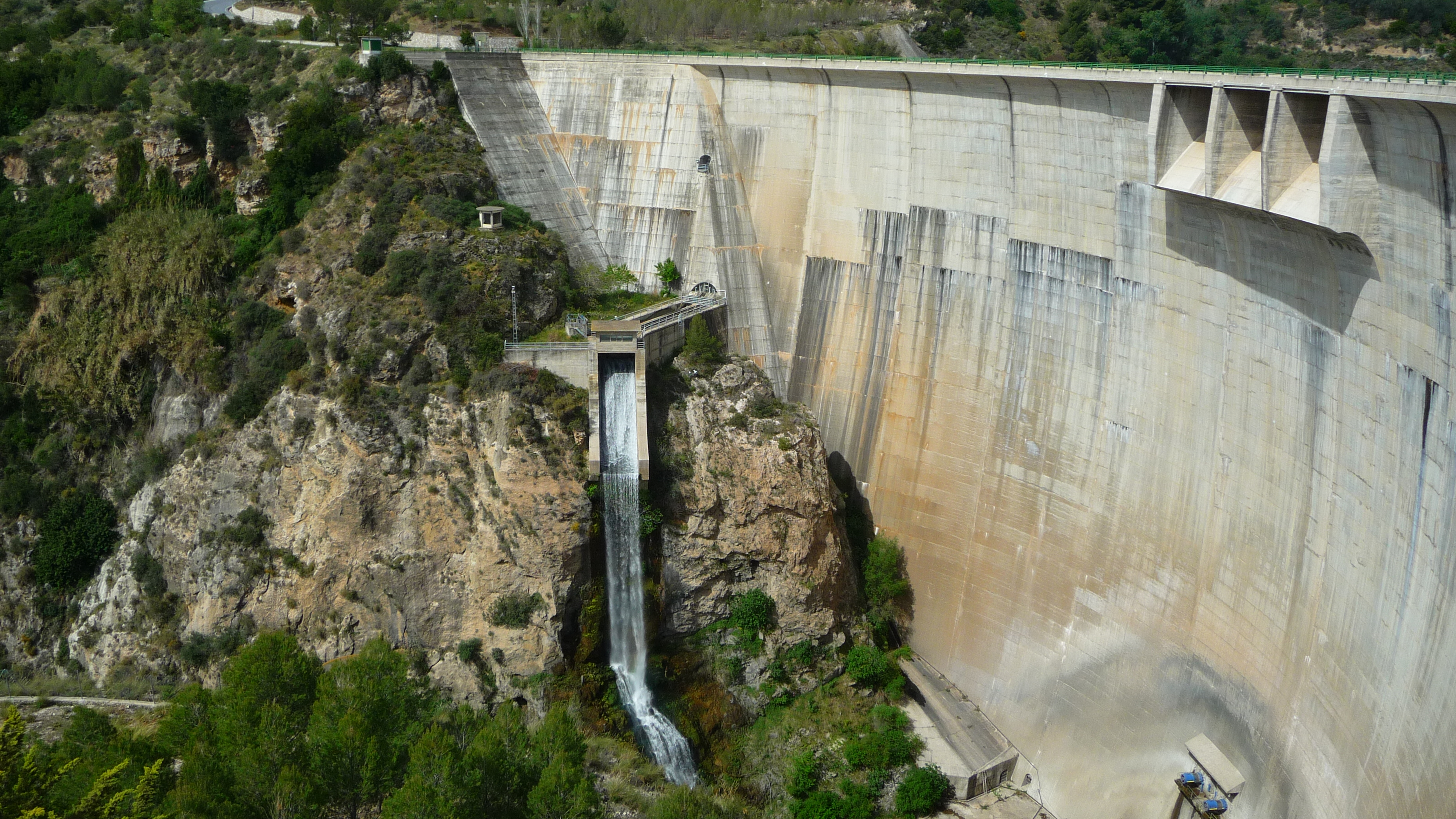
Photo montrant la partie du barrage côté ouest, sur El Pinar. Les déversoirs près du sommet sont sur Lecrín, la chute d'eau au centre est sur El Pinar
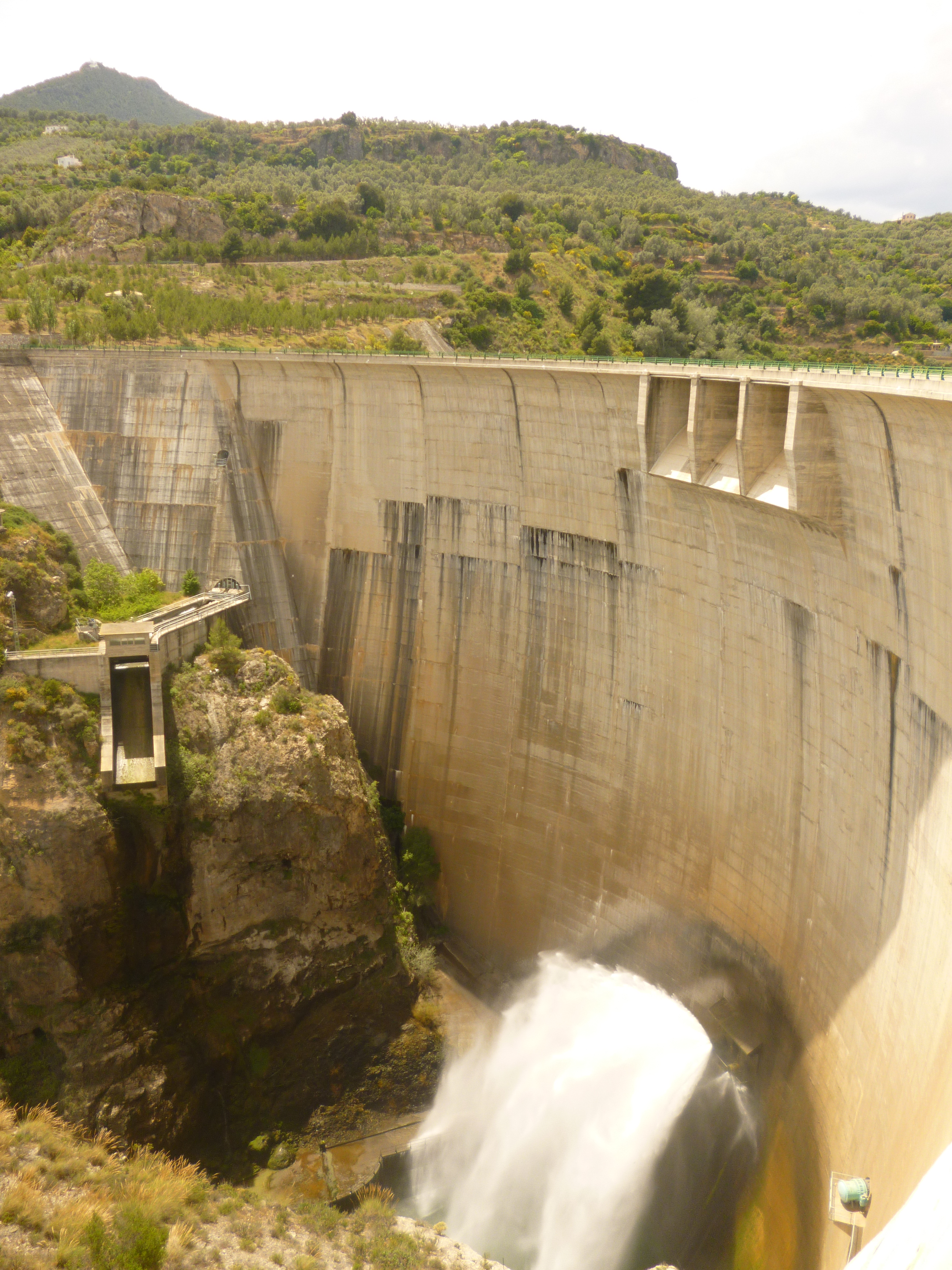
Même vue, avec l'évacuation principale (sur Lecrín) ouverte
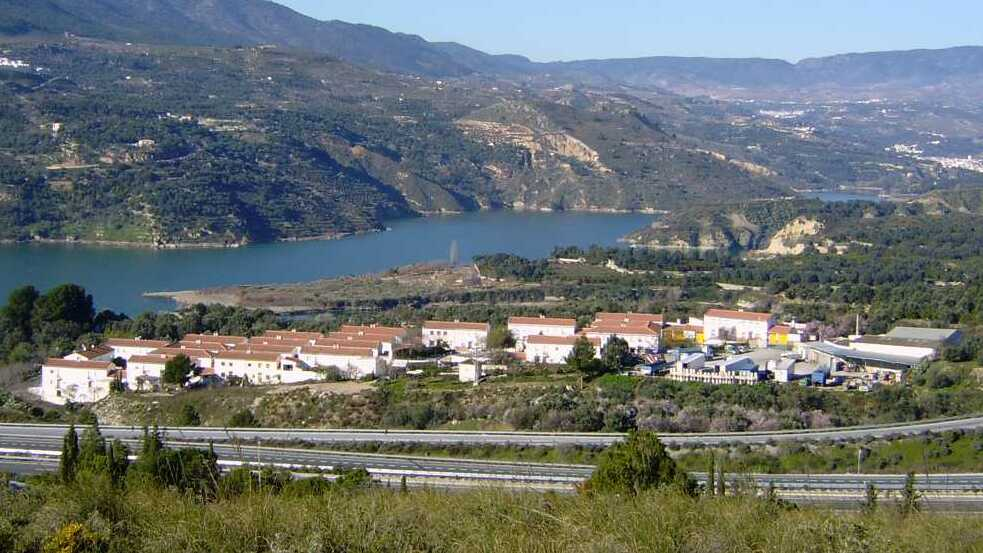
Peloteos, and El Pinar sur la rive opposée. Dans le coin en haut à gauche, les premières maison de Pinos del Valle
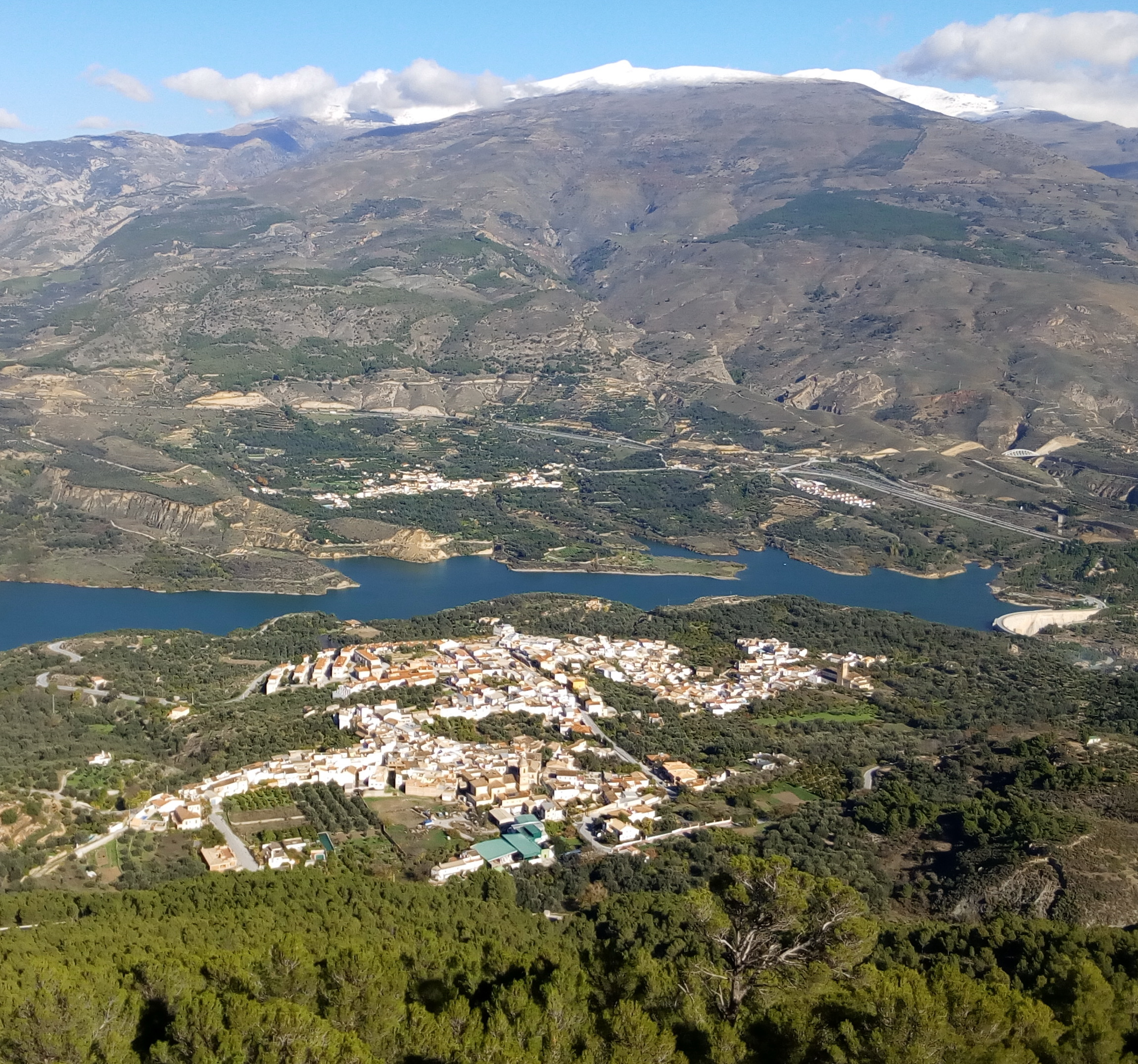
Vue vers le N-E : Pinos del Valle (es), le réservoir de Béznar (es) et la sierra Nevada en arrière-plan

Trios de ponts
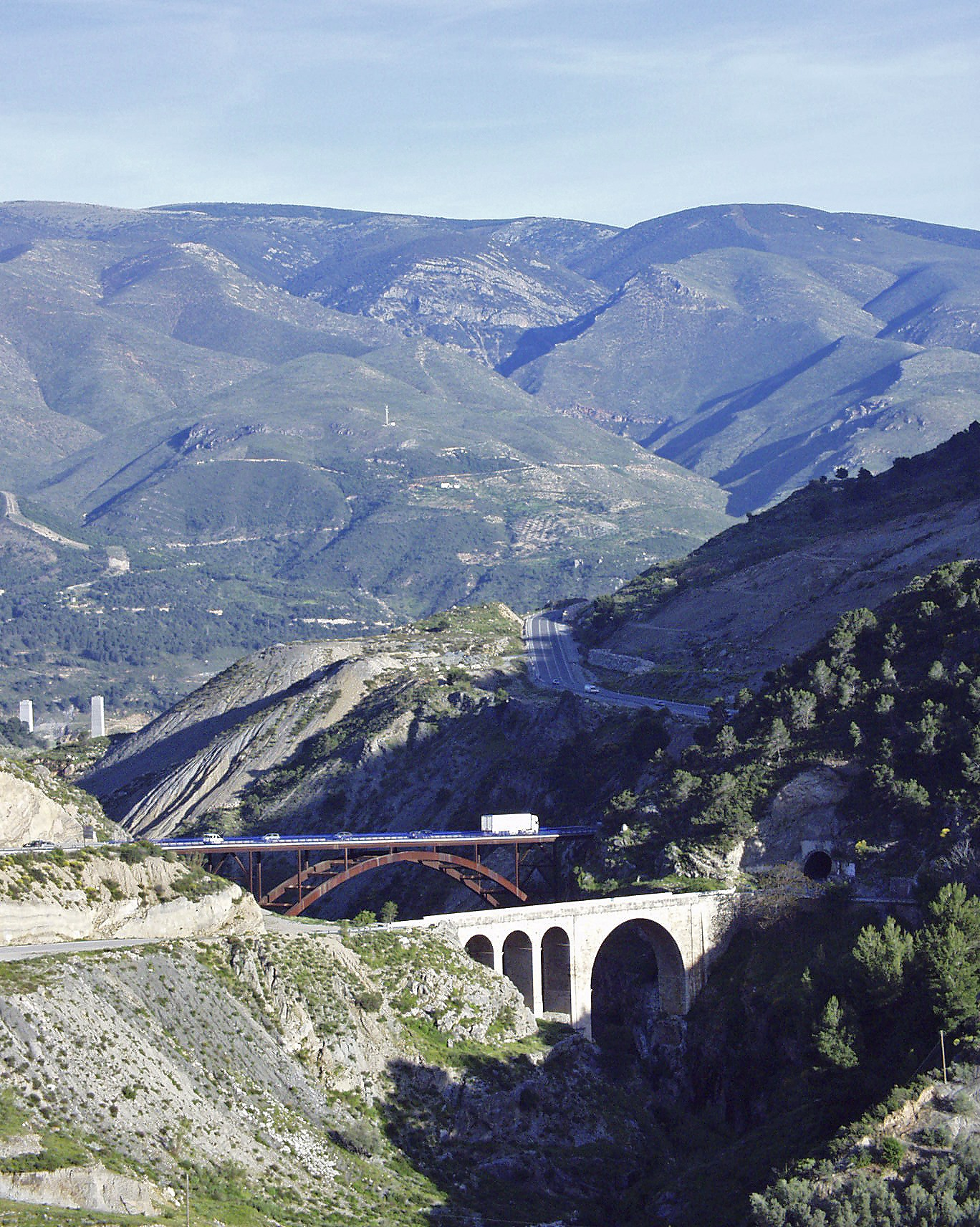
Deux des trois ponts sur l'Ízbor à l'est d'Acebuches
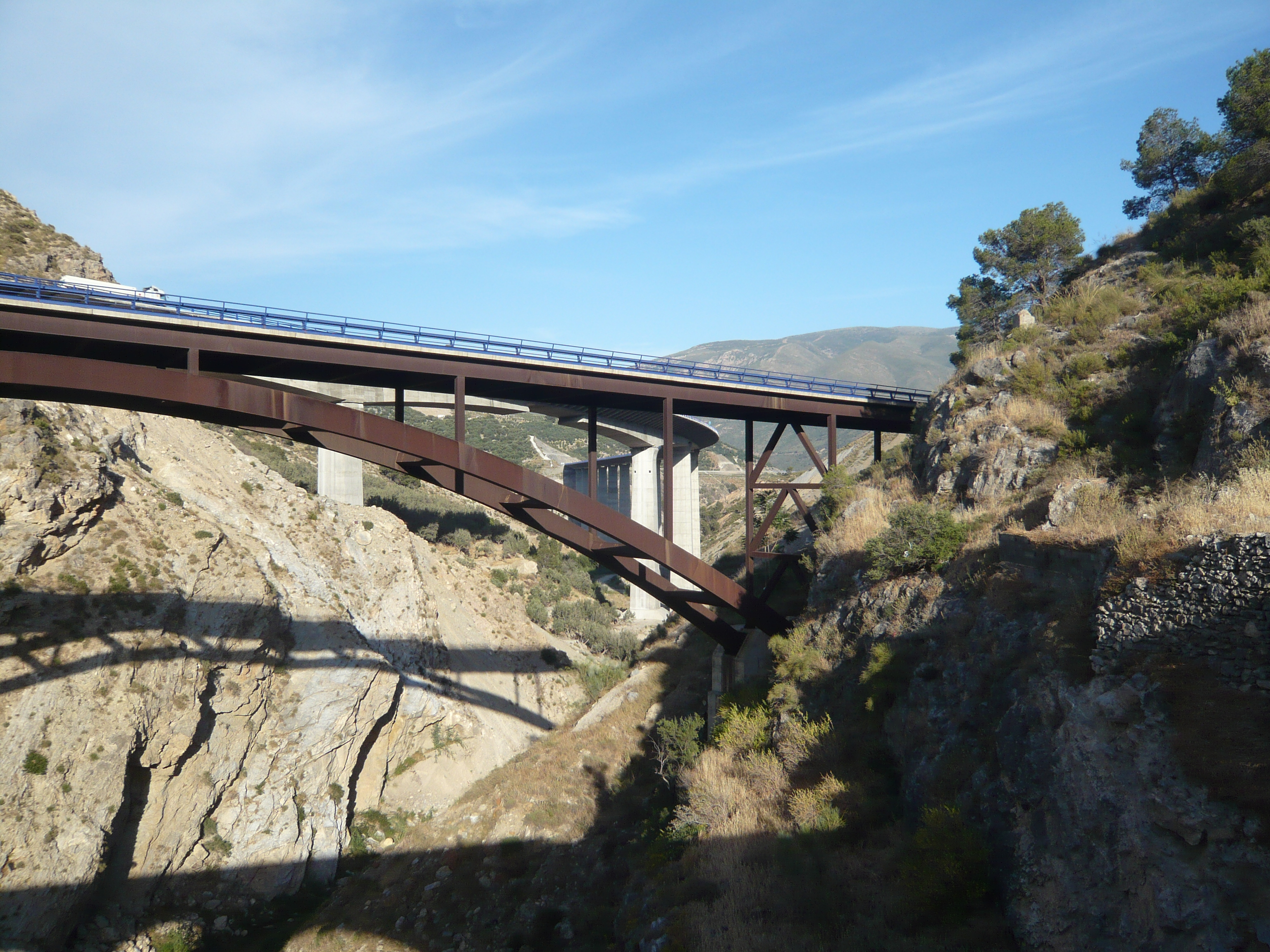
Aperçu du 3e pont sur l'Ízbor, pour l'A-44
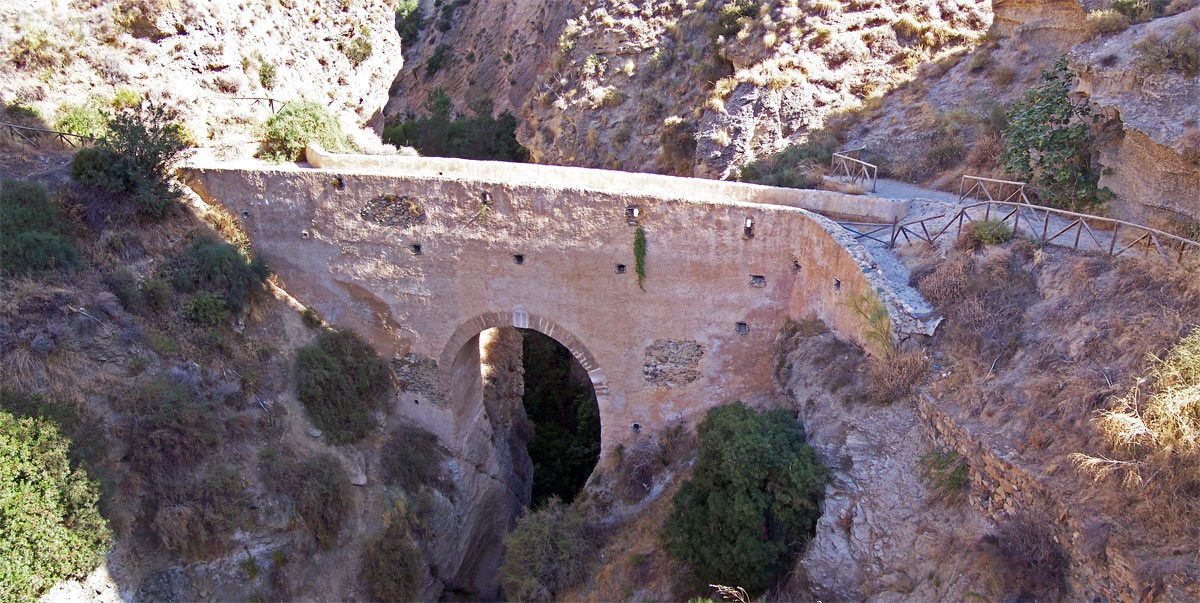
Pont nazari sur le Tablate, vu depuis le 2e des trois ponts
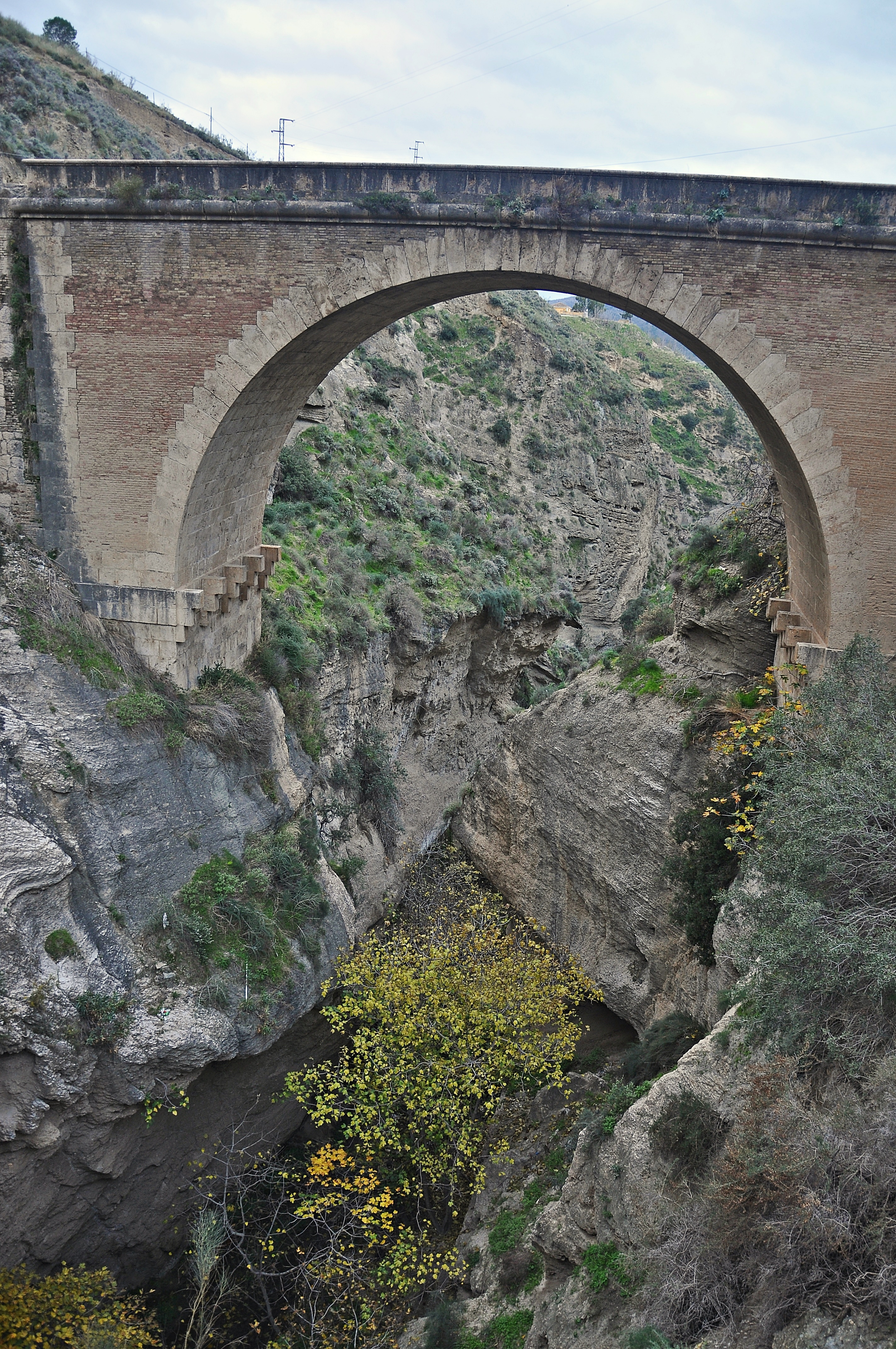
Deuxième des trois ponts sur le Tablate

## Administration
| Période                                  | Période | Identité | Étiquette | Qualité |
| ---------------------------------------- | ------- | -------- | --------- | ------- |
| N/A                                      | N/A     | N/A      | N/A       | Maire   |
| Les données manquantes sont à compléter. |         |          |           |         |

## Personnalités liées à la commune
- Pepa Merlo (1969-), écrivaine et universitaire, née dans la commune.